# Kitfo

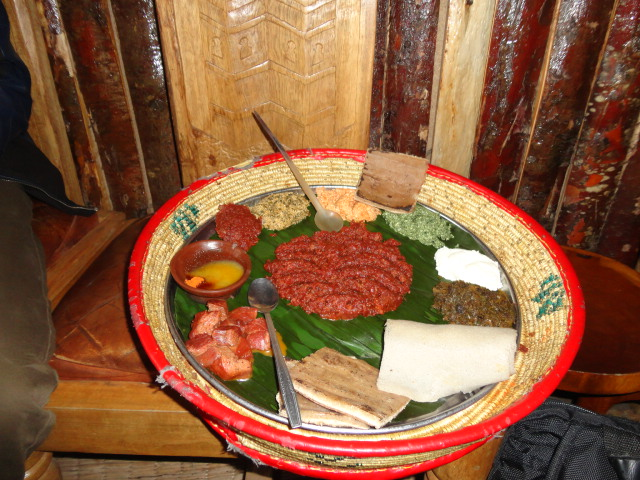
Ein Teller Kitfo mit Beilagen

Kitfo (amharisch: ክትፎ) ist ein Gericht aus der äthiopischen Küche.

## Wortherkunft
Kitfo leitet sich von der Ethio-semitischen Wurzel k-t-f ab und bedeutet "kleinhacken".

## Charakteristik
Kitfo stammt ursprünglich aus der Küche der Gurage und wird aus Rinderhackfleisch hergestellt, das in Mitmita und Nitir qibe mariniert und mit Berbere und Kardamom gewürzt wird. Kitfo kann sowohl roh (tire), als auch leicht gegart (leb leb) verzehrt werden. Typischerweise wird es zusammen mit Awaze und Ambasha oder Injera, dem äthiopischen Fladenbrot, gegessen. 

## Gesundheitliche Aspekte
Die unzureichende Verfügbarkeit von gesundheitlich und hygienisch hochwertigem Rindfleisch hat in Äthiopien dazu geführt, dass viele Menschen durch den Genuss von rohem Fleisch an Wurmbefall erkrankt sind. Seit einigen Jahren gibt es deshalb einen Trend, das Rind- durch Ziegenfleisch zu ersetzen, welches gesundheitlich unbedenklich ist.